# Ayuntamiento de Montreal
El ayuntamiento de Montreal (Hôtel de Ville de Montréal) (Canadá) es obra de los arquitectos Henri-Maurice Perrault y Alexander Cowper Hutchison y se erigió entre 1872 y 1878. 
Su estilo arquitectónico es del Segundo Imperio (Napoleón III). 
Henri-Maurice Perrault también es el autor del vecino palacio de justicia.
El ayuntamiento se sitúa en el centro del Vieux-Montreal, frente a la Plaza Jacques-Cartier.

## Historia
Erigido entre 1872 y 1878, sufrió un incendio en 1922. Se restauró basándose en el modelo del ayuntamiento de la ciudad francesa de Tours.
Fue en 1967 cuando el general Charles de Gaulle, entonces presidente de Francia, lanzó desde el balcón del ayuntamiento su célebre “Vive le Québec libre !” (Viva el Quebec libre) al final de su discurso.

## Galería

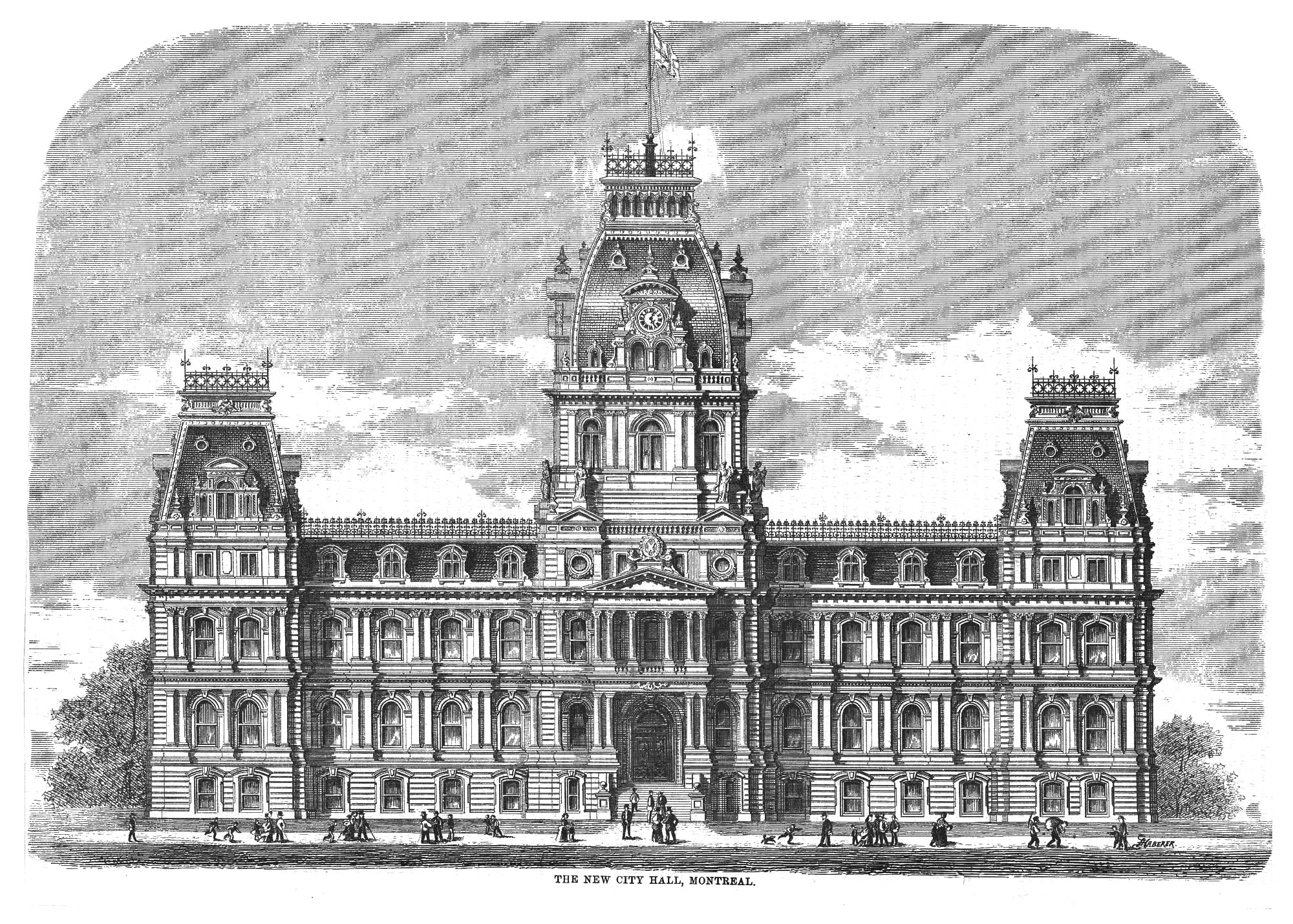
El ayuntamiento tal y como fue construido en un principio antes del incendio de 1922.
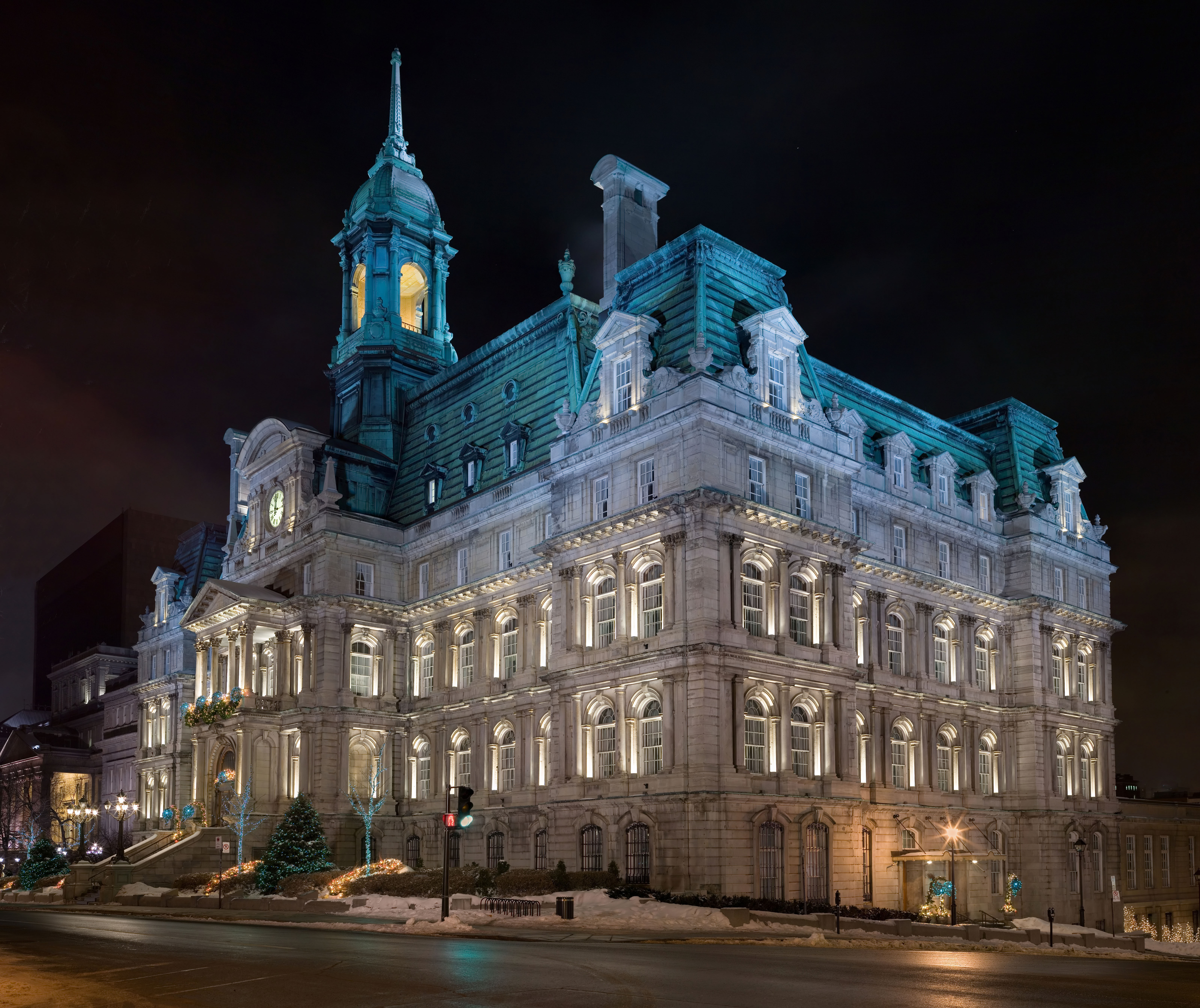
El ayuntamiento, una noche de invierno.
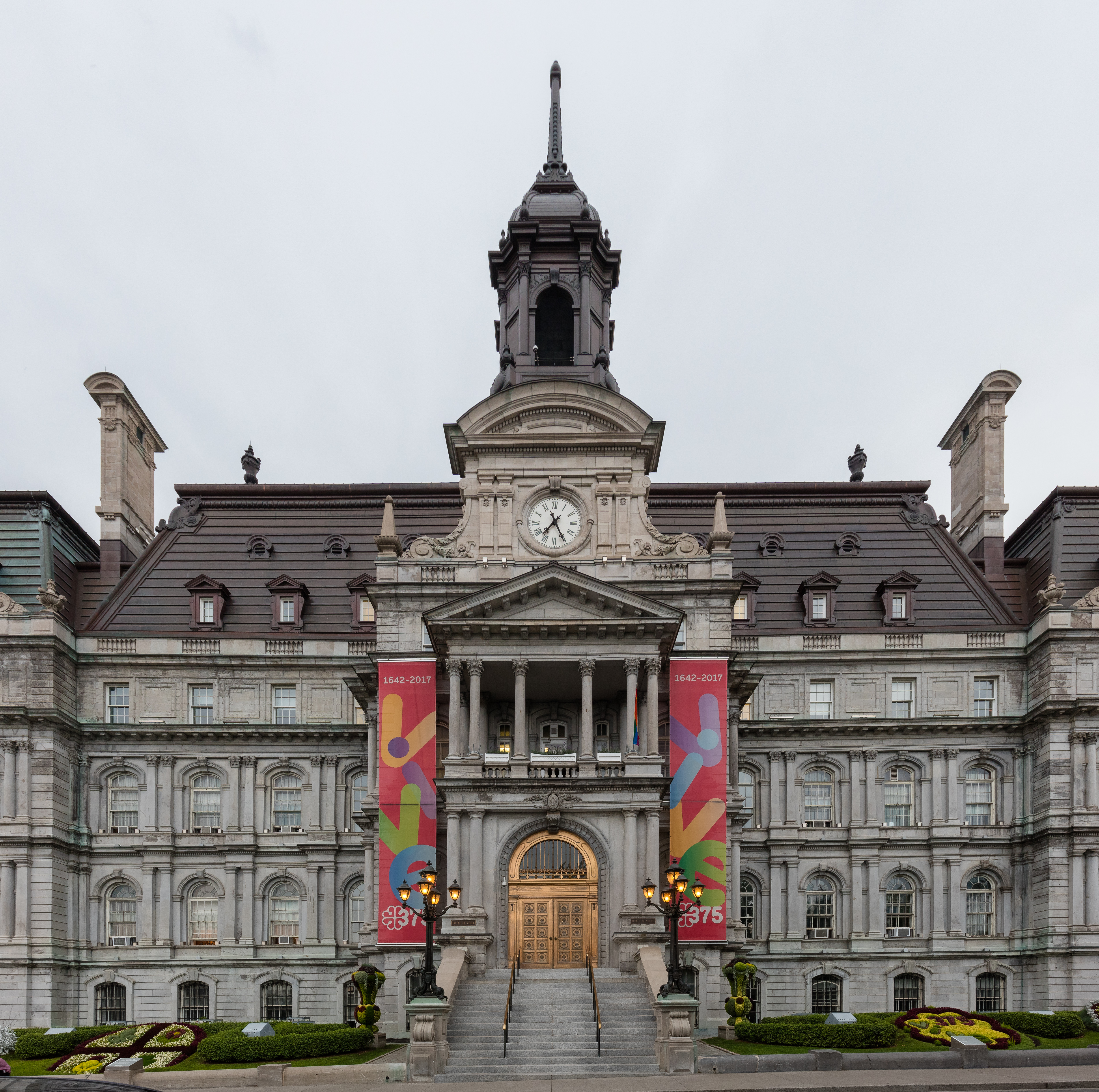
Vista frontal.
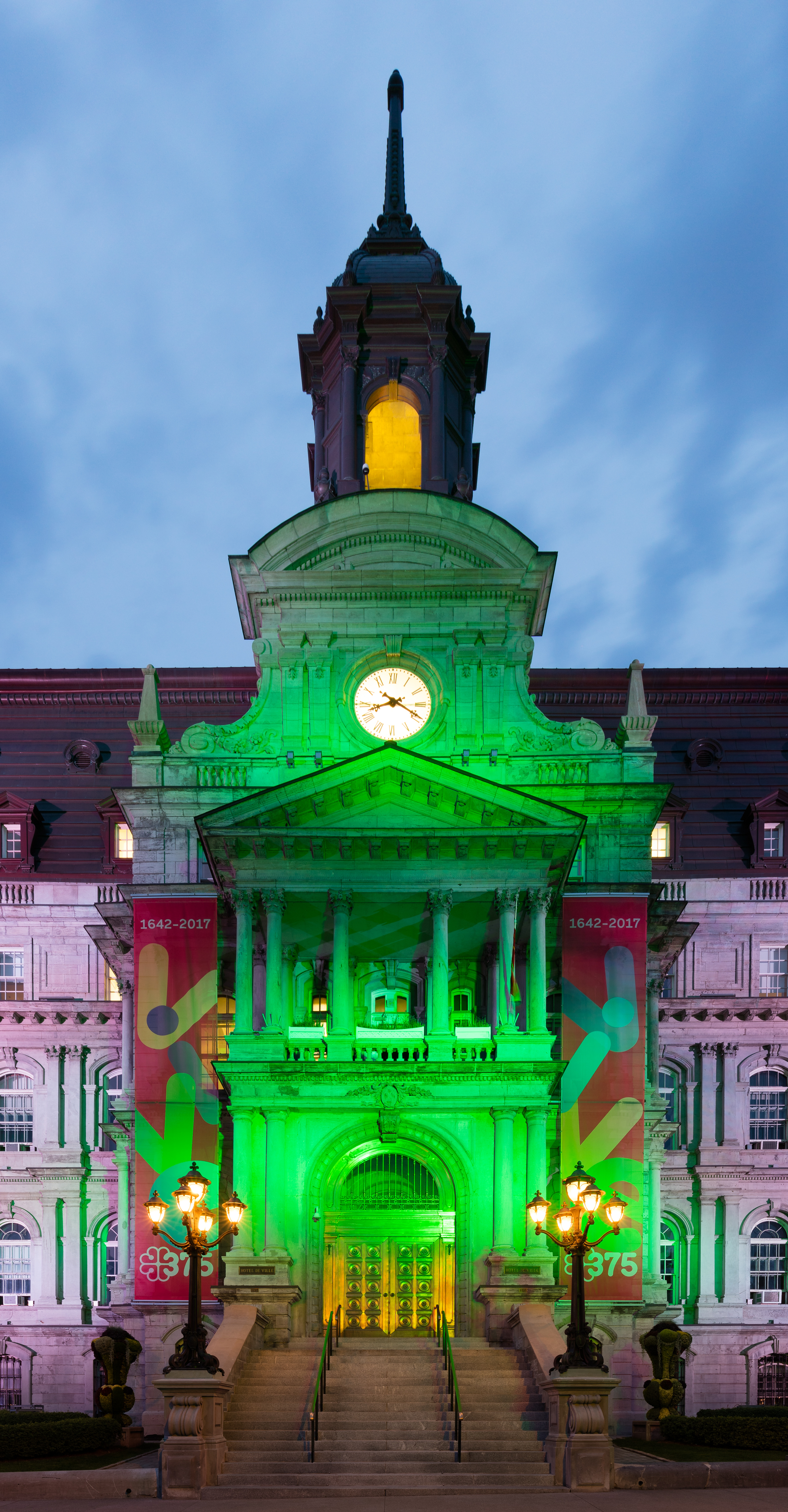
Con iluminación especial.
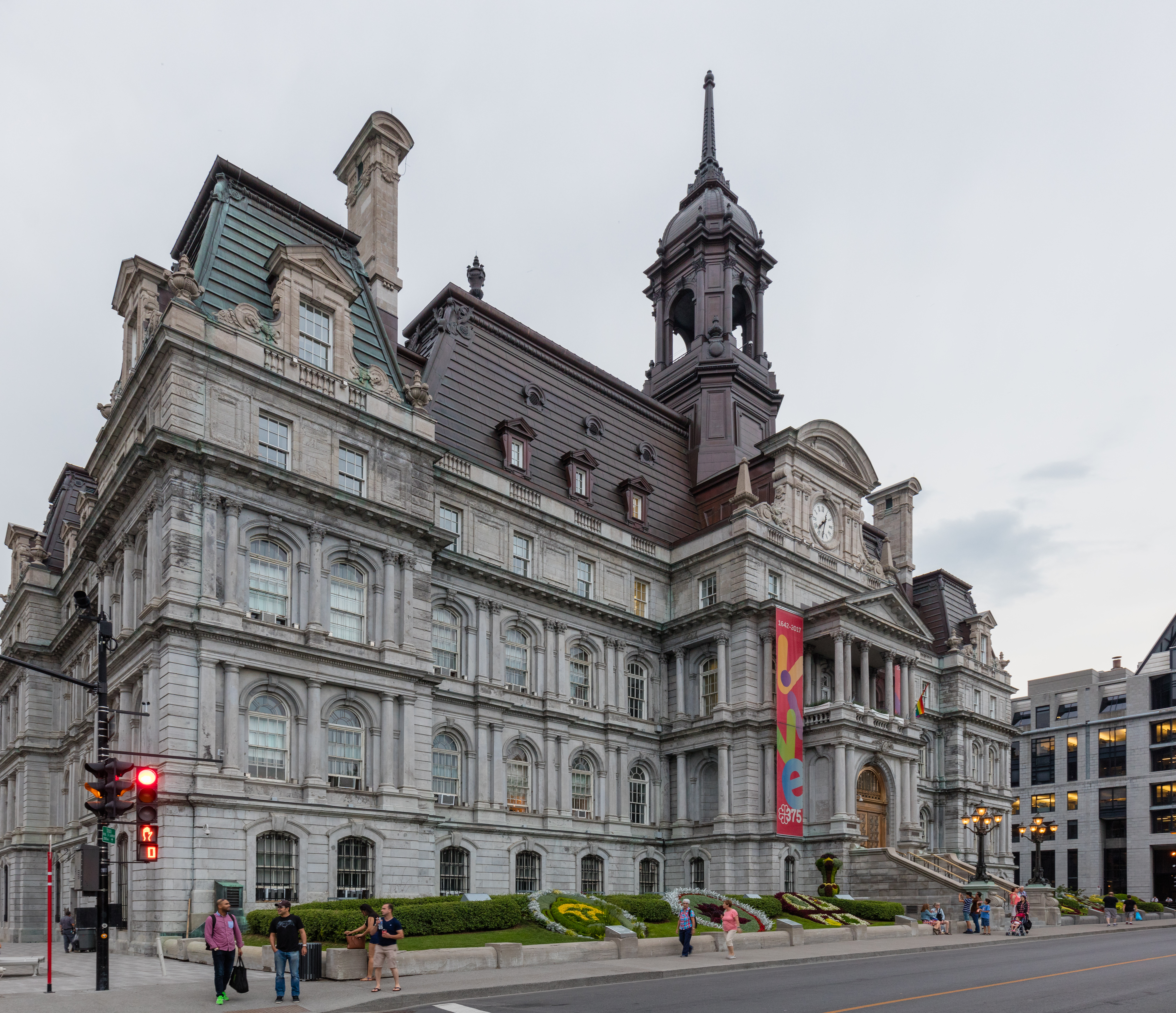
Vista lateral.